# Ил Палацоне (Римини)
Ил Палацоне је насеље у Италији у округу Римини, региону Емилија-Ромања.
Према процени из 2011. у насељу је живело 51 становника. Насеље се налази на надморској висини од 59 м.